# Инанч-хатун (жена Сукмана аль-Кутби)
Инанч-хатун (тур. İnanç Hatun; ум. 1133/34) — жена Сукмана аль-Кутби, мать Захиреддина Ибрагима и бабушка Сукмана II.
Инанч сыграла важную роль в истории Хлата, поскольку являлась фактической правительницей эмирата со смерти мужа в 1111 году и до своей смерти в 1133/34 году. Источники характеризуют Инанч как волевую и властную женщину.

## Биография
О происхождении Инанч источники не писали. Неизвестно ни время, ни место её рождения. Абу-ль-Фида назвал её дочерью Оркомаза. Инанч была женой Сукмана аль-Кутби, тюркского военачальника, который служил сельджукам и основал эмират с центром в Хлате. Инанч была матерью детей Сукмана — Ибрагима, Ахмеда и Сокменийе.
В 1111 году муж Инанч принимал участие в походе султана Мухаммеда Тапара против крестоносцев. Под Алеппо он заболел, решил вернуться домой, но в пути скончался. Тело его было привезено его подчинёнными в Хлат и захоронено. Формально правителем эмирата стал сын Инанч и Сукмана, Ибрагим.
Сукман оставил наследникам сильное государство, но, по словам источников, после его смерти Хлат перенёс много ударов, потому что «сыновья не были похожи на своего отца и были слабыми личностями». Инанч взяла управление в свои руки и занималась делами государства. В период правления Ибрагима государство несло территориальные потери. Потеря Мейяфарикина произошла из-за непродуманной кадровой политики. В  1113 году Инанч вместе с Ибрагимом отправилась в Мейяфарикин. Там Ибрагим снял с должности вали города, Огузоглу. Ибрагим и Инанч приблизили двух братьев, Абу Мансура аль Муина и Абу Саида Седида. Первый был назначен вали, а второй получил должность визиря. Но в следующем,  1113/14, году Инанч и Ибрагим по какой-то причине предали Абу Саида Седида казни, вследствие чего Абу Мансур отказался им подчиняться и поднял в Мейяфарикине мятеж. Вследствие этого в  1115 году султан Мухаммед Тапар отдал Мейяфарикин одному из своих эмиров, Карадже эс-Саки. Таким образом, Ахлатшахи потеряли город. В это же время правитель Битлиса провозгласил независимость от Ахлатшахов. Хотя Ибрагиму и Инанч удалось вернуть Битлис, но они не удержали Тебриз. В 1126 или 1127 году Ибрагим умер, ему на смену пришёл другой сын Инанч, Ахмед. Во время правления Ахмеда Инанч оставалась фактическим правителем и руководила сыном. Ахмед правил всего десять месяцев, а в 1128 году новым Ахлатшахом стал сын Ибрагима Насиреддин Сукман II, которому было всего 6 лет, поэтому Инанч вскоре опять захватила власть в свои руки власть и правила уже от имени внука.

## Смерть
Согласно Вардану Аревелци и Абу-ль-Фиде, чтобы стать полноценным правителем государства, Инанч-хатун решила избавиться от своего внука, когда Сукман достиг совершеннолетия. Вардан описывал обстоятельства события не совсем точно, по его словам они произошли «за семь лет до» 1139 года. Так же Вардан указывал, что «Шахи-Армен… убил свою бабку, погубившую своих сыновей, и захватил её владения». По словам Абу-ль-Фиды, планы Инанч убить Сукмана стали известны старейшинам, и Инанч-хатун была задушена.
Это не могло произойти до  1133/34 года, поскольку в этом году Инанч принимала участие в описанных Усамой ибн Мункыз событиях. Хаким Мосула и Алеппо, атабек Имад ад-Дин Занги, посватался к Сокменийе, дочери Сукмана аль-Кутби и Инанч-хатун. Одновременно с ним к ней посватался сын хакима Бидлиса и Эрзена, и, вероятно, Инанч предпочитала последнего, поскольку целью этой женитьбы для Занги было подготовить почву для легализации захвата власти в Хлате. Во главе войска Занги прибыл в Хлат и женился на девушке сам. Согласно участнику событий, Усаме ибн Мункыз, Инанч-хатун была в это время жива.
Таким образом, Инанч умерла в  1133/34 году.